# 19 février aux Jeux olympiques d'hiver de 2022
Pour un article plus général, voir Jeux olympiques d'hiver de 2022.
Le samedi 19 février aux Jeux olympiques d'hiver de 2022 est le dix-huitième jour de compétition.

## Programme
| Heure UTC+8 (Pékin)                           |               |
| bleu                                          | Cérémonie     |
| neutre                                        | Épreuve       |
| or                                            | Finale        |
| orange                                        | Petite finale |
| rose                                          | Reporté       |
| gris                                          | Annulé        |
| Compétition masculine                         | Hommes        |
| Compétition féminine                          | Femmes        |
| Compétition mixte (hommes et femmes mélangés) | Mixte         |
| Compétition en couple (1 homme et 1 femme)    | Couple        |
| modifier                                      |               |

| Horaire | Discipline Spécialité | Discipline Spécialité                         | Discipline Spécialité                         | Phase         | Résultats                                                                                                 | Références |
| ------- | --------------------- | --------------------------------------------- | --------------------------------------------- | ------------- | --- | ---------- |
| 09 h 30 |                       | Bobsleigh Bob à quatre hommes                 | Compétition hommes                            | Manche 1      | - | -          |
| 09 h 30 |                       | Ski acrobatique Halfpipe                      | Compétition hommes                            | Finale        | Nico Porteous · David Wise · Alex Ferreira                                                                | -          |
| 11 h 00 |                       | Ski alpin Compétition par équipes             | Compétition mixte (hommes et femmes ensemble) | Reporté       | | -          |
| 11 h 00 |                       | Bobsleigh Bob à quatre hommes                 | Compétition hommes                            | Manche 2      | - | -          |
| 14 h 00 |                       | Ski de fond Départ groupé (50 km)             | Compétition hommes                            | Finale        | Alexander Bolshunov · Ivan Iakimouchkine · Simen Hegstad Krüger                                           | -          |
| 14 h 05 |                       | Curling Tournoi masculin                      | Compétition hommes                            | Finale        | 5 - 4 | -          |
| 15 h 00 |                       | Patinage de vitesse Mass start                | Compétition hommes                            | Demi-finale   | - | -          |
| 15 h 45 |                       | Patinage de vitesse Mass start                | Compétition femmes                            | Demi-finale   | - | -          |
| 16 h 30 |                       | Patinage de vitesse Mass start                | Compétition hommes                            | Finale        | Bart Swings · Chung Jae-won · Lee Seung-hoon                                                              | -          |
| 17 h 00 |                       | Patinage de vitesse Mass start                | Compétition femmes                            | Finale        | Irene Schouten · Ivanie Blondin · Francesca Lollobrigida                                                  | -          |
| 19 h 00 |                       | Patinage artistique Couples : Programme libre | Compétition en couple (1 homme et 1 femme)    | Finale        | Sui Wenjing / Han Cong · Ievguenia Tarassova / Vladimir Morozov · Anastasia Mishina / Aleksandr Galliamov | -          |
| 20 h 00 |                       | Bobsleigh Bob à deux femmes                   | Compétition femmes                            | Manche 3      | - | -          |
| 20 h 05 |                       | Curling Tournoi féminin                       | Compétition femmes                            | Petite finale | 9-7 | -          |
| 21 h 10 |                       | Hockey sur glace Tournoi masculin             | Compétition hommes                            | Petite finale | 0-4 | -          |
| 21 h 30 |                       | Bobsleigh Bob à deux femmes (manche 4)        | Compétition femmes                            | Finale        | Laura Nolte / Deborah Levi · Mariama Jamanka / Alexandra Burghardt · Elana Meyers / Sylvia Hoffman        | -          |

## Tableau des médailles provisoire
- Pays organisateur (Chine)

| Rang  | Nation           | Or | Argent | Bronze | Total |
| ----- | ---------------- | -- | ------ | ------ | ----- |
| 01    | ROC              | 1  | 2      | 1      | 4     |
| 02    | Allemagne        | 1  | 1      | 0      | 2     |
| 03    | Suède            | 1  | 0      | 1      | 2     |
| 04    | Chine            | 1  | 0      | 0      | 1     |
| 04    | Nouvelle-Zélande | 1  | 0      | 0      | 1     |
| 04    | Belgique         | 1  | 0      | 0      | 1     |
| 04    | Pays-Bas         | 1  | 0      | 0      | 1     |
| 08    | États-Unis       | 0  | 1      | 2      | 3     |
| 09    | Corée du Sud     | 0  | 1      | 1      | 2     |
| 09    | Canada           | 0  | 1      | 1      | 2     |
| 11    | Grande-Bretagne  | 0  | 1      | 0      | 1     |
| 12    | Norvège          | 0  | 0      | 1      | 1     |
| 12    | Italie           | 0  | 0      | 1      | 1     |
| 13    | Slovaquie        | 0  | 0      | 1      | 1     |
| Total | Total            | 7  | 7      | 9      | 23    |

| Rang  | Nation           | Or  | Argent | Bronze | Total |
| ----- | ---------------- | --- | ------ | ------ | ----- |
| 01    | Norvège          | 15  | 8      | 12     | 35    |
| 02    | Allemagne        | 11  | 8      | 4      | 23    |
| 03    | Chine            | 9   | 4      | 2      | 15    |
| 04    | États-Unis       | 8   | 9      | 7      | 24    |
| 05    | Suède            | 8   | 5      | 5      | 18    |
| 06    | Pays-Bas         | 8   | 5      | 4      | 17    |
| 07    | Suisse           | 7   | 2      | 6      | 15    |
| 08    | ROC              | 6   | 11     | 14     | 31    |
| 09    | Autriche         | 6   | 7      | 4      | 17    |
| 10    | France           | 5   | 7      | 2      | 14    |
| 11    | Canada           | 4   | 8      | 13     | 25    |
| 12    | Japon            | 3   | 5      | 9      | 17    |
| 13    | Italie           | 2   | 7      | 8      | 17    |
| 14    | Corée du Sud     | 2   | 5      | 2      | 9     |
| 15    | Slovénie         | 2   | 3      | 2      | 7     |
| 16    | Nouvelle-Zélande | 2   | 1      | 0      | 3     |
| 17    | Finlande         | 1   | 2      | 3      | 6     |
| 18    | Australie        | 1   | 2      | 1      | 4     |
| 19    | Hongrie          | 1   | 0      | 2      | 3     |
| 20    | Belgique         | 1   | 0      | 1      | 2     |
| 20    | Tchéquie         | 1   | 0      | 1      | 2     |
| 20    | Slovaquie        | 1   | 0      | 1      | 2     |
| 23    | Biélorussie      | 0   | 2      | 0      | 2     |
| 24    | Grande-Bretagne  | 0   | 1      | 0      | 1     |
| 24    | Espagne          | 0   | 1      | 0      | 1     |
| 24    | Ukraine          | 0   | 1      | 0      | 1     |
| 27    | Estonie          | 0   | 0      | 1      | 1     |
| 27    | Lettonie         | 0   | 0      | 1      | 1     |
| 27    | Pologne          | 0   | 0      | 1      | 1     |
| Total | Total            | 104 | 104    | 106    | 314   |